# در

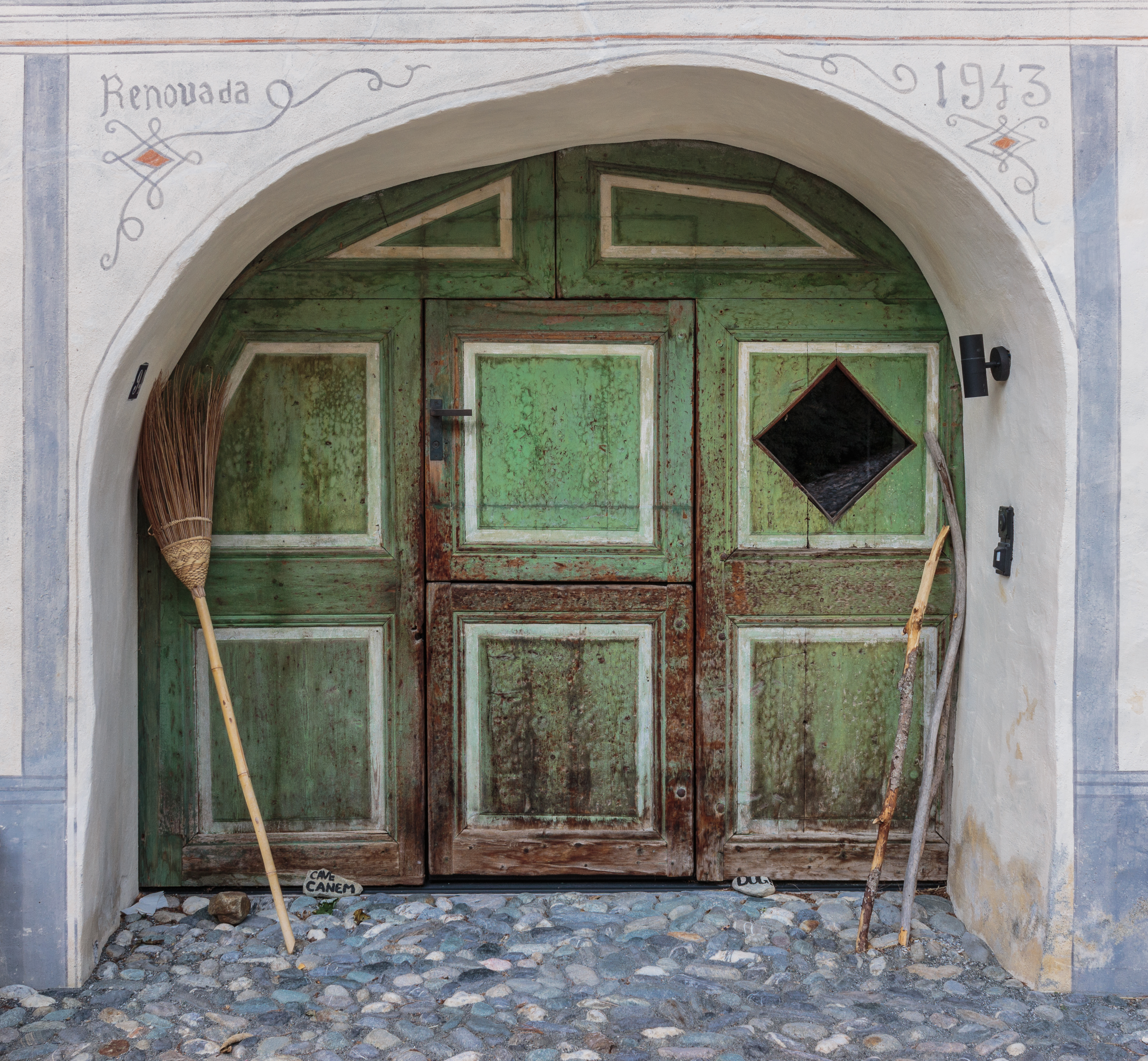
در چوبی خانه ای روستایی در گواردا، سوئیس.

دَر به تخته‌های چوبی یا فلزی مستطیل‌شکلی گفته می‌شود حدوداً به اندازه قامت انسان که در بازه دیوار ساختمان‌ها تعبیه می‌شود تا رفت‌وآمد به درون و بیرون ساختمان یا بستن ساختمان از طریق آن میسر شود.

## نام
واژهٔ درب که اخیراً در زبان فارسی رایج گردیده عربی است و از کلمهٔ دروازهٔ فارسی گرفته شده‌است و به همان معنای دروازه در عربی بکار می‌رود و استفادهٔ آن به معنای در، در زبان فارسی کاملاً غلط است.
درها معمولاً به‌وسیله یک لولا به چهارچوب در محکم می‌شوند.
درهای قدیمی شرقی دارای کلون و کوبه بوده‌اند.

## تاریخچه
کهن‌ترین مدارک و نمونه‌های در و پنجره در معماری ایران را می‌توان در نقش قلعه‌های مادی در آثار دوره شاروقین یافت. اغلب آن‌ها از چوب ساخته و روی آن‌ها آهنکوب شده‌است. از روزگاران کهن معماران ایرانی تلاش می‌کردند که درگاه‌ها را به صورت مستطیل ساده درآورند، تا باز و بسته شدن در را آسان کنند؛ به همین جهت میان در و روزن بالای آن کلاف چوبی می‌نهادند که علاوه بر استوار کردن بنا نقش چپیله یا به اصطلاح امروز نعل درگاه را بازی می‌کرده و جای در به صورت درگاهی چهارگوش و ساده درمی‌آمده‌است. در معماری پارسی سر درگاه‌ها با یک پاره سنگ یکپارچه پوشیده می‌شد و در سبک پارتی هم در زیر چپیله نالی روی درگاه‌ها کالغپر و شاخک چهار چوب جای می‌گرفته. در بناهای عهد اسلام ایران هم هرجادر و دروازه دیده می‌شود با کلاف چوبی به صورت ساده مستطیل درآمده؛ کهن‌ترین دری که از آغاز اسلام به جای مانده بود در دروازه مهریز یزد بود.

## درهای اتوماتیک
درهای خودکار یا اتوماتیک به درهایی گفته می‌شود که باز و بسته‌شدن در آن‌ها به صورت خودکار انجام می‌گیرد و نیازی به دخالت انسان نیست. نسل ابتدایی در اتوماتیک در دهه هفتاد میلادی توسط یک دانش آموز اهل اوهاییر آمریکا ابداع شد. بسیاری معتقد بر این هستند که سر منشأ این ایده، تبدیل انرژی بخار، خواص هوا و گاز به انرژی حرکتی بود که در ۲۰۰۰ سال پیش توسط هرون فیزیکدان و ریاضیدان بزرگ یونانی در اسکندریه مطرح شده‌است. از مزایای استفاده از این درها آسان‌تر شدن ورود و خروج افراد (به‌ویژه برای افراد ناتوان، مسن و معلول) است. همچنین با استفاده از آن‌ها در مکان‌های پر رفت‌وآمد می‌توان تا ۳۵ یا ۵۰٪ در مصرف انرژی صرفه‌جویی کرد. معمولاً می‌توان سرعت باز و بسته شدن این درها را با توجه به نیاز محل، شدآمد، فصل سال یا ساعت‌های شبانه‌روز تنظیم کرد.

در به سبک جدید

### در اتوماتیک هیدرولیکی
برای باز و بسته کردن خودکار درهای سنگین و بزرگ معمولاً از درهای هیدرولیکی استفاده می‌شود که در آن‌ها از فشار روغن حاصل از جک‌های هیدرولیکی برای باز و بسته کردن در استفاده می‌کنند. از جمله مزایای این سیستم می‌توان به قدرت بسیار بالای جکهای هیدرولیکی، توانایی کار کرد آن و استهلاک بسیار پایین اشاره کرد که در درهای سنگین کاربرد دارد و همچنین تردد درهای هیدرولیکی را می‌توان به نا محدود ارتقاء داد و از جمله معایب سیستم گران بودن، احتیاج به سرویس و نگهداری فصلی اشاره کرد.

### در اتوماتیک پنوماتیک
نوع دیگری از درها پنوماتیکی (بادی) هستند که بیشتر در محل‌های مرطوب کاربرد دارند. اصول کارکرد این سیستم به وسیله باد است که فشار باد پیستونهای جک‌ها را به حرکت درمی‌آورد. ضعف‌های بزرگ این سیستم عبارتند از: حجیم بودت آن، پر سر صدا بودن کمپرسور، احتیاج به سرویس ماهانه و بازرسی مکرر، استفاده از دستگاه‌های بزرگ صنعتی در تابلو فرمان و در نتیجه بزرگ شدن تابلو فرمان سیستم و در نهایت کارایی بسیار محدود این سیستم اشاره کرد.

### در اتوماتیک گیربکسی
پرکاربردترین نوع درهای اتوماتیک درهای گیربکسی است که ساختمان ساده‌ای دارند و قیمت آن‌ها نیز نسبتاً پایین‌تر است. موتور کوچکی در داخل جک به کار گرفته شده‌است که نیروی خود را به یک گیربکس انتقال داده که با افزایش قدرت دوران، جک را به گردش درمی‌آورد و در نهایت شفت جک با سرعت استاندارد به عقب جلو حرکت می‌کند.
از جمله مزایای این سیستم، کوچک بودن اندازه تابلو فرمان و مستقل بودن قسمت مکانیکی و الکترونیکی، برنامه‌ریزی عالی، انعطاف‌پذیری دستگاه با محیط نصب، احتیاج به سرویس بسیار کم در حد سالی یک یا دوبار و معایب این سیستم عبارتند از: استهلاک بیشر نسبت به سیستم‌های هیدرولیکی به دلیل کارکرد چرخ دنده و گیربکس در جک، قدرت محدود و آسیب‌پذیری سیستم در مقابل فشار، بیش از حد است. درهای گیربکسی ممکن است ریلی، لولایی، زیرسقفی چندتکه، زیرسقفی یک‌تکه، کرکره‌ای یا شیشه‌ای باشند.

### در اتوماتیک خطی
درهای خطی از جمله درهای کشویی اتوماتیک سنتی بوده و برای استفاده در هر مکانی که از فضای جانبی کافی برخوردار باشد، مناسب هستند.

## در ضدسرقت
درهای ضد سرقت همانگونه که از اسم آن مشخص است به درهایی گفته می‌شود که مانع از ورود سارقان می‌شود و در مقابل هر گونه دستکاری، تخریب و اهرم نمودن ایمن و قابل اطمینان است. شایان ذکر است این اطمینان صد در صد نیست، ولی در مقایسه با درهای معمولی می‌توان تفاوت بسیار زیادی را مشاهده کرد که برخلاف درهای معمولی این گونه درها در مقابل فشار، برش، اهرم و دستکاری قفل از سطح ایمنی بسیار بالایی برخوردار بوده و امنیت بسیار بیشتری از درهای معمولی حتی با نرده‌های حفاظتی دارند.
اسکلت در ضد سرقت به صورت چندلایه است. بدین صورت که یک ورقه فلزی بین دو لایه روکش قرار گرفته‌است. علاوه بر این، داخل در نیز با استفاده از پشم سنگ پر می‌شود و به همین علت است که درهای ضد سرقت، عایق صوت و حرارت نیز هستند.
اما قطعات در ضد سرقت به این لایه‌ها محدود نمی‌شود و لازم است به اجزای مهم دیگری همچون چهارچوب، لولا و قفل نیز توجه شود.

## درهای استنلس استیل
از دیرباز تاکنون متخصصان طراحی معمولاً جهت دست یابی به سطحی درخشان و لوکس از فلزاتی چون برنز، مس و نقره استفاده می‌کردند. کشف انقلابی استنلس استیل یا فولاد زنگ نزن شرایط را برای نیاز این دسته از علاقه‌مندان فراهم کرد. استنلس استیل در طرح درهای ورودی و قاب‌های ثابت و همچنین پنجره‌ها کاربرد فراوانی دارد. استیل یا استنلس استیل و به دلیل ویژگی‌های ذاتی خود مانند ساختار مولکولی در برابر خوردگی، اشعه‌های مخرب خورشید و تغییرات دمایی در شب و روز و فصول مختلف مقاومت قابل توجهی از خود نشان می‌دهد. به همین دلیل در ساختمان‌های متنوعی همچون ادارات، مراکز تجاری، بیمارستان‌ها، مراکز بهداشتی، مراکز تولید مواد غدایی و دارویی، مراکز تحقیقاتی و پژوهشی و همچنین ساختمان‌های صنعتی از درهای استنلس استیل استفاده می‌شود.
درهای استنلس استیل به روش‌های مختلفی ساخته می‌شود که اصولاً این روش‌ها متناسب با نوع طراحی، امکانات موجود و نیاز ساختمان مورد نظر است.

## در اتاقی
این گونه درها در معماری برای هر جایی در ساختمان که به بازشو نیاز باشد استفاده می‌شود، خواه منزل باشد خواه محل کار! و برای استفاده و قراردادن آنها به، چارچوب، قفل و لولا نیاز است. جنس این درها معمولاً فراورده‌های چوبی، از جمله MDF یا HDF ..... و یا خود چوب، است.

## مواد متداول در ساخت درها

### چوب طبیعی
برای ساخت درهایی با چوب طبیعی از چوب درختان مختلفی استفاده می‌شود که هریک قیمت متفاوتی دارد. چوب‌هایی که برای ساخت در استفاده می‌شوند معمولاً راش، بلوط، ملچ، توسکا، افرا و… است. صفحه رویه این درها می‌تواند طرح‌های مختلفی داشته باشد و یک یا چندپانل روی آن‌ها کنده کاری شده باشد. درهایی با چوب طبیعی در برابر تغییرات درجه حرارت و رطوبت منبسط و منقبض می‌شوند بنابراین بهتر است از این درها برای در سرویس بهداشتی، سونا یا مکان‌های مرطوب دیگر استفاده نکنید. گره‌ها و طرح‌های طبیعی چوب روی این درها طبیعت را به فضای شما وارد می‌کند.

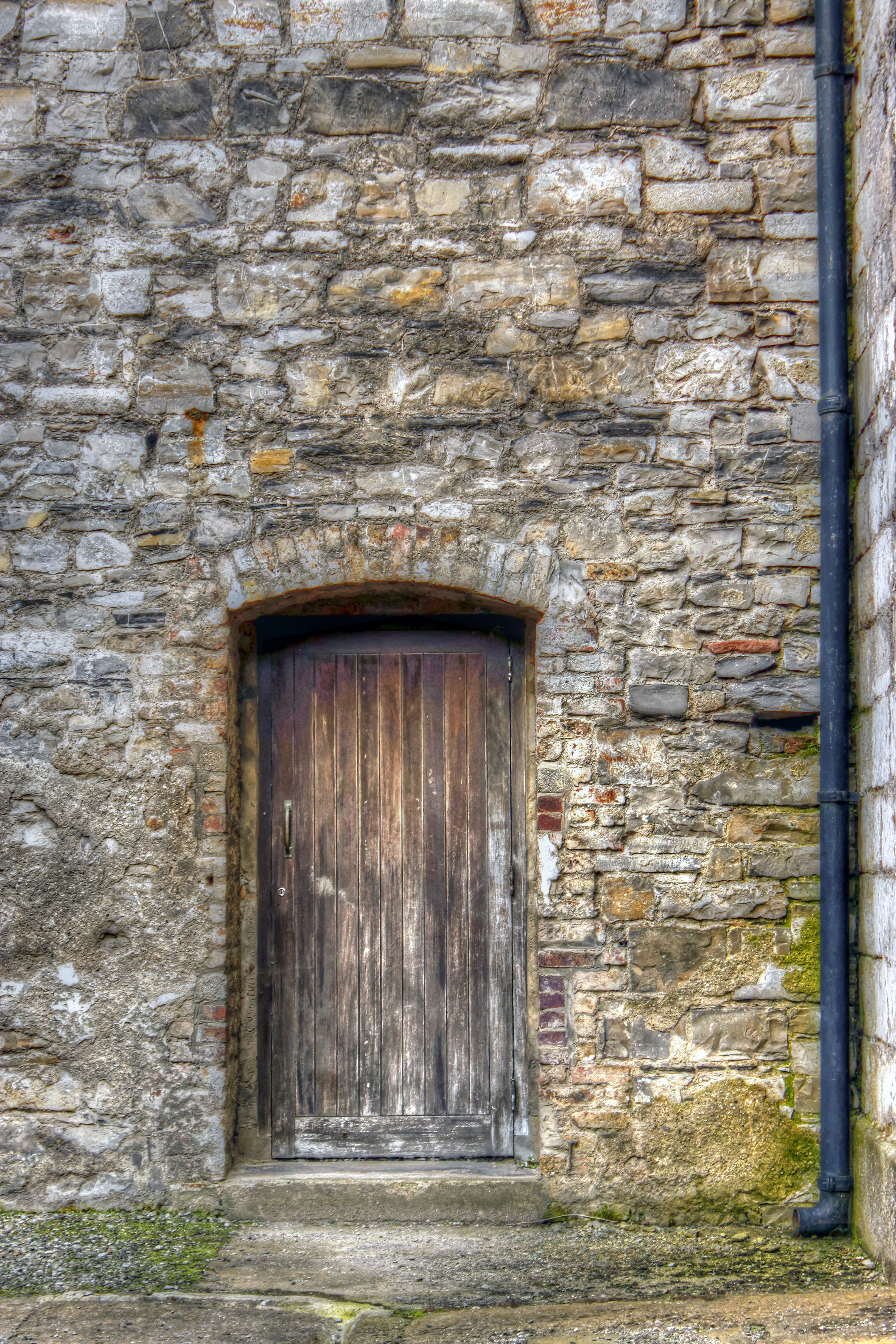
در بنایی در ایرلند

### ام دی اف
ام دی اف مخفف تخته فیبر با چگالی متوسط است که امروزه برای ساخت درهای داخلی بسیار متداول است. ام دی اف یک محصول مهندسی شده‌است بنابراین بسیار پایدار است و در برابر تغییرات درجه حرارت و رطوبت تغییر شکل نمی‌دهد. ام دی اف را پس از تولید می‌توان با استفاده از روکش‌های اچ دی اف، پی وی سی یا روکش‌های ملامینه روکش کرد. این روکش‌های تزئینی علاوه بر زیبایی به دوام و کاربرد این درها در محیط‌هایی مانند آشپزخانه و سرویس بهداشتی کمک می‌کنند.

### تخته سه لا
در ساخت درها با استفاده از تخته سه لا، قابی تو خالی تولید می‌شود که کلیت در را تشکیل می‌دهند. نوع دیگری از درهای ساخته شده از تخته سه لا نیز وجود دارد که فضای خالی مرکز در را با الیاف چوبی پر می‌کنند. درهای تخته سه لا توپر نسبت به انواع تو خالی عایق حرارت و صدای بهتری هستند، اما همچنان نسبت به درهای چوب طبیعی قیمت بسیار پایینی دارد.

### فلز و شیشه
این درها جلوه‌ای مدرن و ساده دارند و مانند درهای چوبی تاب خوردگی ندارند و سروصدای کمتری ایجاد می‌کنند. این درها نسبت به درهایی با چوب مهندسی شده گران‌تر هستند اما از درهایی با چوب طبیعی ارزان‌تر تمام می‌شوند. از شیشه‌های شفاف، مات یا شیشه‌های رنگی می‌توان در ساخت درهای شیشه‌ای استفاده کرد. امروزه برای اینکه درهای شیشه‌ای عایق صوت و حرارت باشند از شیشه‌های دوجداره برای ساخت آن‌ها استفاده می‌شود. برای فضاهای خصوصی نیز می‌توانید از شیشه‌های مات استفاده کنید.

## درهای فرفورژه
درهای گل‌نرده یا درهای فرفورژه نوع دیگری از درهای فلزی و آهنی هستند که با ترکیب هنر آمیخته و در طرح‌های مختلفی ساخته می‌شوند.

### کاربردها
- در مکان‌های نظامی برای اهداف امنیتی
- در پارکینگ منازل و ورودی باغ‌ها و ویلاها برای تأمین رفاه بیشتر
- صرفه‌جویی در مصرف انرژی در مکان‌هایی مانند هتل‌ها، فروشگاه‌ها، بیمارستان‌ها، بانک‌ها، ادارات و سایر مکان‌ها پررفت‌وآمد.
- تأمین بهداشت در اتاق‌های عمل، آزمایشگاه‌ها، انبارهای مواد غذایی و…

## اجزای درهای قدیمی ایران
هر لنگه در از اجزای زیر تشکیل یافته‌است:
1. دو قطعه چوب عمودی که در دو طرف در بکار رفته و بدان باهو می‌گویند (باهو در فرهنگ‌ها به معنای چوب دستی و عصای چوپانان است و اینکه بعضی باهو را بازو می‌نویسند بنظر درست نمی‌آید)
2. قطعه چوبی به ارتفاع چهار گره(۲۵٫۶ سانتی‌متر) در پایین لته به‌وسیلهٔ کام و زبانه به باهوها پیوسته که در اصطلاح درودگری به پاسال معروف است و همان جای پا و پاخور و صحیح آن پاسار است.
3. قطعات افقی چوب که باهوها را در سه جا به هم متصل می‌کند به نام کش و میانکش معروف است.
4. دماغه، چوب نازکی است که در روی درز میان لته‌ها کوبیده شده‌است و به‌وسیلهٔ گلمیخ به یک لته پیوسته‌است. دماغه معمولاً دارای چیزی شبیه به سر ستون و پایه‌ای نظیر ته ستون است.
5. قاب که گاهی پر و گاهی مشبک است.
6. چهارچوب از پنج قطعه چوب تشکیل شده که دوتای آن عمودی و سه تای آن یکی در بالا و دو تا در آستانه به‌طور افقی به کار رفته و میان دو پاره چوب افقی پایین آستانه کوبیده شده (معمولاً ارتفاع آستانه ۴ گره یا یک چارک است) و قطعه چوب افقی بالای چارچوب دو شاخک دارد که در دیوار استوار می‌شود.
7. کلاغپر معمولاً از یک قطعه چوب یا تخته افقی تشکیل شده که پشت شاخ چارچوب جای می‌گیرد و گاهی هم از هم جدا و به شکل ذوزنقه است.
8. پاشنه گرد یک قطعه چوب افقی است که در پشت آستانه کوبیده شده و جای پاشنه‌ها را در آن بریده‌اند. گاهی هم پاشنه گردها جدا از هم در دو گوشه پایین در، از چوب، سنگ یا خشت پخته تعبیه می‌شوند.
9. چفت هر لته در بالا با یک یا دو رشته زنجیر ظریف مجهز شده که ته آن با قبه‌ای روی پولک به لته و سر آن با سر چفتی مادگی دار به سفت چارچوب بسته می‌شود.
10. پاچفت، چفت کوچکی است که لته‌ها را به پایین چارچوب می‌بندد.
11. سفت حلقه‌ای فلزی است که در بالا و پایین چارچوب کوبیده شده و از زبانه چفت بیرون می‌آید.

درهای سر میان درها و دروازه‌ها اغلب با کلون و تزه و شب‌بند و حلقه و کوبه مجهزند و نوعی از آن‌ها با تخته‌ها و الوارهای باری که افقی ساخته شده‌اند، در دو جا کلاف و بسته‌بندی چوبی دارد، که با گلمیخ‌های زیبا استوار شده‌است.
گاهی پاشنه از فلز معمولاً (فولاد) ساخته می‌شود تا مقاومت بیشتری داشته باشد. علاوه بر این‌ها بر فراز درها، به خصوص در اماکن متبرک، زنجیرهایی می‌آویزند تا از ورود احشام پیشگیری کنند و همچنین برای نگهداری بهتر لته‌ها گاهی با زنجیرهای کوچکی باهوی در را به چارچوب می‌بندند.

## نگارخانه

در، به سبک قدیمی در نجف آباد
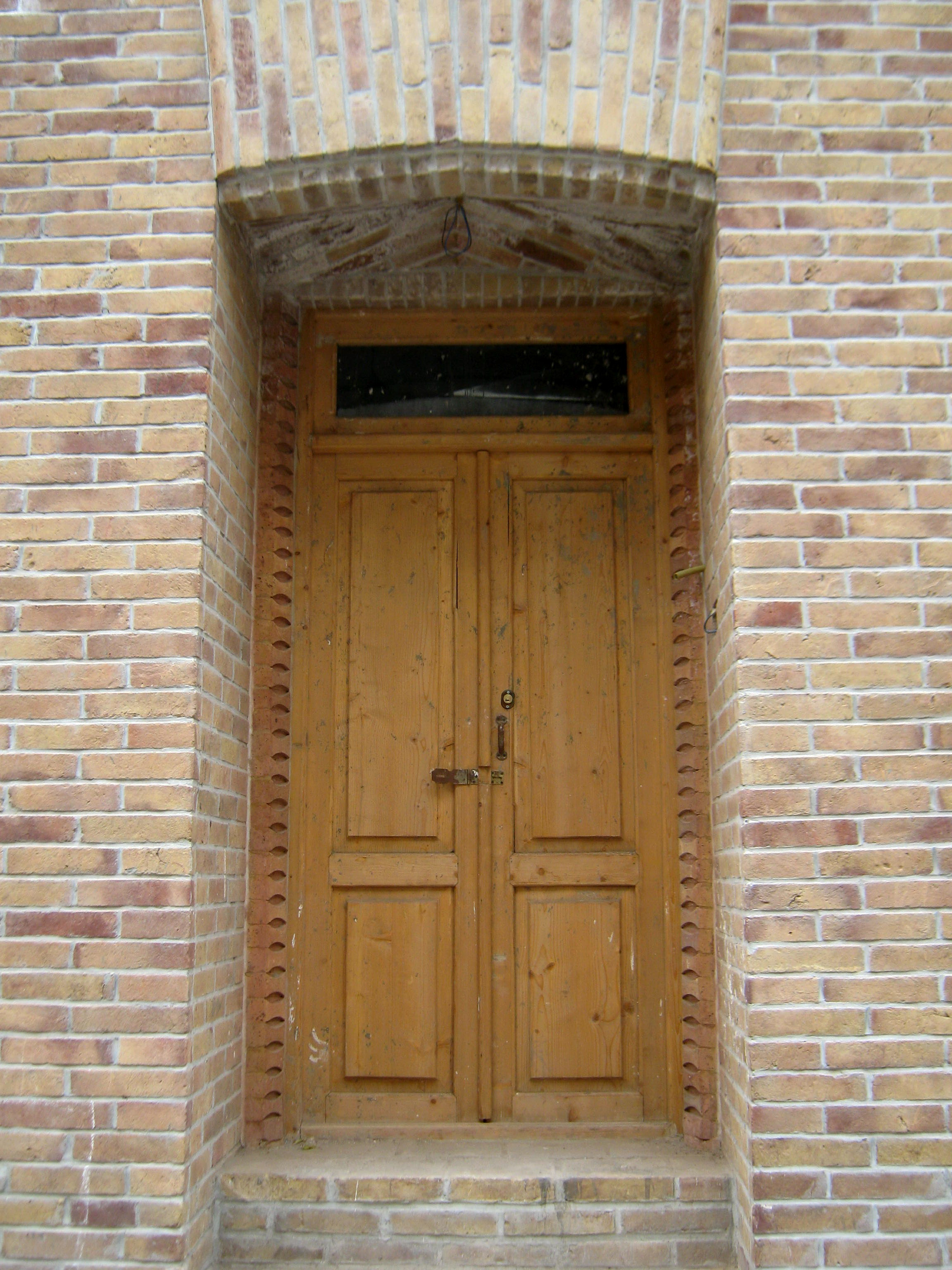
در چوبی
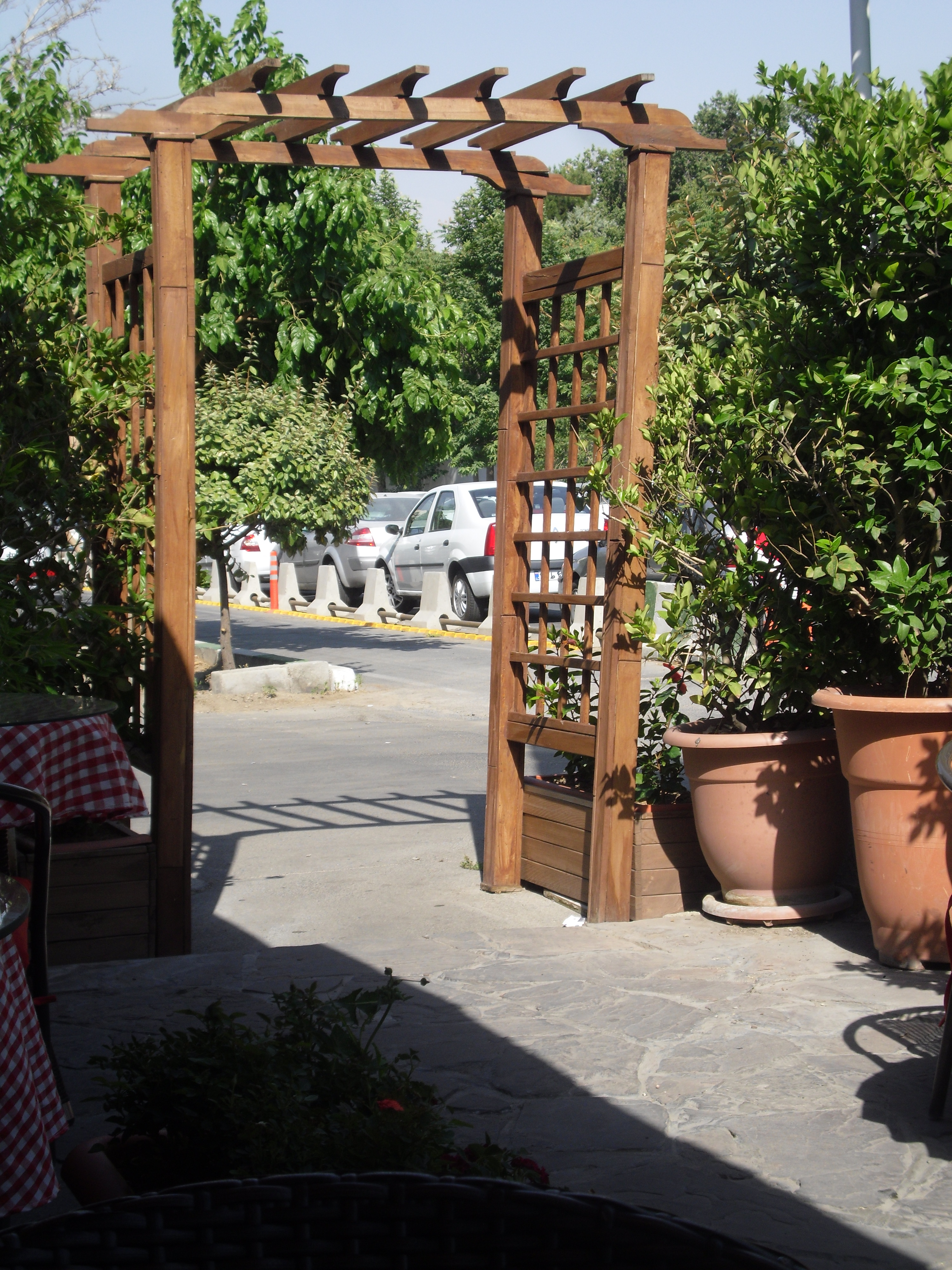
در چوبی در تهران
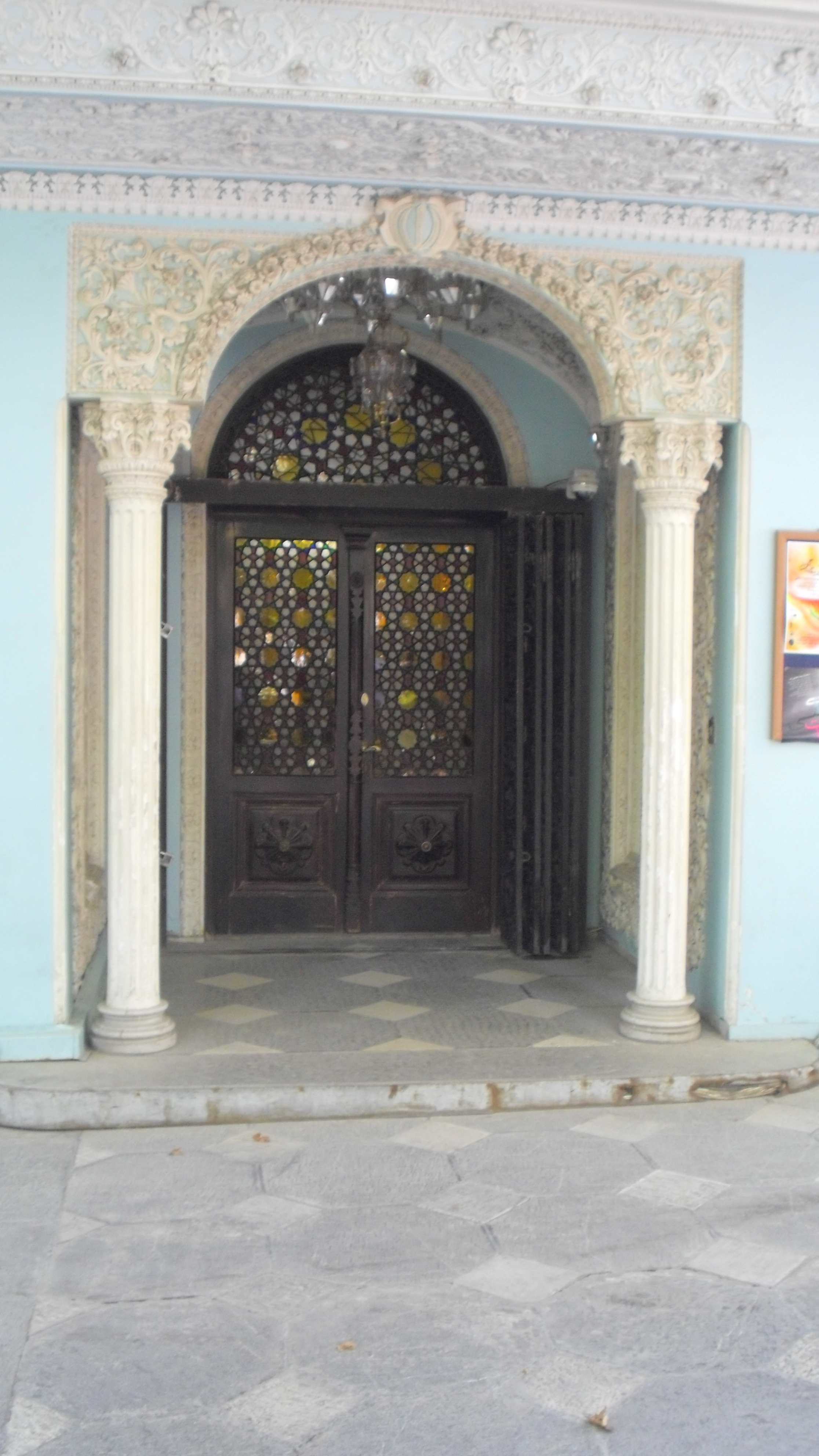
ورودی عمارت تماشاگه زمان